# フィル・エスポジト
フィル・エスポジト（Phil Esposito、本名：Philip Anthony Esposito、1942年2月20日 - ）は、カナダ連邦オンタリオ州スーセントマリー生まれの元プロアイスホッケー選手。
NHL史上最も優れた選手の1人と称されている。オーダー・オブ・カナダ受勲者。ホッケーの殿堂入りを果している。

## 経歴
1964年のシーズンからシカゴ・ブラックホークスに加入した。当時、偉大なるボビー・ハルにセンタリングすることで、自身が良質なゲームメーカーであることを証明してみせるとともに、2度のアート・ロス記念賞（リーグポイント王）に輝いた。
1967年には、電撃的ともいわれるトレードでケン・ホッジ、フレッド・スタンフィールドとともにボストン・ブルーインズに移籍した。
ケン・ホッジとフレッド・スタンフィールドは、ブルーインズ入団後も従来とかわらず平凡なスター選手にとどまったが、エスポジトはその偉大なる得点能力を開花させ、1968-1969シーズンにNHL初のシーズン100ポイント超えとなる126ポイント（49ゴール、77アシスト）をたたき出した。また、この後も1971年から1975年までの5年連続を含む現役通算6度のシーズン100ポイント超の記録を樹立した。
NHL のオールター戦において第1チーム（スターターメンバー）に1969年から1974年まで6年連続で選出され、1969年、1974年には、リーグの最優秀選手 (MVP) に輝いている。当時、ボストン・ブルーインズのエスポジトファンは、彼の得点を祝うため車のバンパーに次のような文言が記されたステッカーを貼った　-　"Jesus saves, Espo scores on the rebound." （「イエスは救い給う、エスポジトは、リバウンドを得点する。」）。 
絶頂期には、同僚の同じくスーパースターボビー・オアとともに、ブルーインズを1970年と1972年のスタンレー・カップ優勝に導いた。
1970-1971シーズンには、従来の記録を破り、当時シーズン最多ゴール記録となる76ゴールを上げた。この記録は、1982年2月に、ウェイン・グレツキーが対バッファロー・セイバーズ戦で79ゴール目を上げるまで、リーグ最高記録であった。この試合で記録を抜かれたエスポジトは、ゲームで使用されたパックをグレツキーに手渡しでプレゼントした。なお、1971年にシーズン最多ポイントの記録も打ち立てたが、この記録も同様にグレツキーによって更新された。
1972年に開催されたサミット・シリーズで、カナダ代表を鼓舞するキャプテンの役割を果たすとともに、このシリーズのポイント王に輝いた。これにより、同年のカナダで最も活躍した運動選手に与えられるルー・マーシュ賞を獲得するとともに、オーダー・オブ・カナダも受賞した。
また、1976年開催のチャレンジ・カップのカナダ代表や1977年のアイスホッケー世界選手権にも選手として出場をしている。
1975-1976シーズンはチームメートのキャロル・バドネとともに、ブラッド・パーク、ジャン・ラテルとの交換トレードでニューヨーク・レンジャースに移籍した。この頃になると、攻撃力も往時の輝きを失いつつあったが、それでもレンジャースのキャプテンを務めて、全試合に出場しチームを適切に導いて、引退するまでチームに有益なポイントゲッターであり続けた。1981年に現役を引退し、その後放送のキャスターに転身を図った。
1980年代の中盤で3年間レンジャースのマネージャー及びコーチを務め、1992年には、NHL チーム数拡大に伴ってタンパベイ・ライトニングの設立に一役買った。1998年までは、ライトニングの会長及び総支配人を務め、その後も同チームのラジオ解説者として活躍を行った。
1984年には、ホッケーの殿堂入りを果たした。エスポジトの着用した背番号7番は、一時ボストン・ブルーインズのスーパースターでディフェンスのレイ・ボークが着用していたが、ボークはエスポジトの栄誉を称えてこれを返上し、感動的なセレモニーを経て、ブルーインズの永久欠番となっている。

## 家族
弟のトニー・エスポジトはシカゴ・ブラックホークスのゴールテンガーとして活躍し、ホッケーの殿堂入りを果している。

## 詳細情報

### 通算成績
| 1961-1962 | セント・キャサリンズ       | OHA     | 49   | 32  | 39  | 71   | 54  | 6   | 1  | 4  | 5   | 9   |
| 1961-1962 | スーセントマリー           | EPHL    | 6    | 0   | 3   | 3    | 2   | -   | -  | -  | -   | -   |
| 1962-1963 | セントルイス               | EPHL    | 71   | 36  | 54  | 90   | 51  | -   | -  | -  | -   | -   |
| 1963-194  | セントルイス               | EPHL    | 43   | 26  | 54  | 80   | 65  | -   | -  | -  | -   | -   |
| 1963-1964 | シカゴ・ブラックホークス   | NHL     | 27   | 3   | 2   | 5    | 2   | 4   | 0  | 0  | 0   | 0   |
| 1964-1965 | シカゴ・ブラックホークス   | NHL     | 70   | 23  | 32  | 55   | 44  | 13  | 3  | 3  | 6   | 15  |
| 1965-1966 | シカゴ・ブラックホークス   | NHL     | 69   | 27  | 26  | 53   | 49  | 6   | 1  | 1  | 2   | 2   |
| 1966-1967 | シカゴ・ブラックホークス   | NHL     | 69   | 21  | 40  | 61   | 40  | 6   | 0  | 0  | 0   | 7   |
| 1967-1968 | ボストン・ブルーインズ     | NHL     | 74   | 35  | 49  | 84   | 21  | 4   | 0  | 3  | 3   | 0   |
| 1968-1969 | ボストン・ブルーインズ     | NHL     | 74   | 49  | 77  | 126  | 79  | 10  | 8  | 10 | 18  | 8   |
| 1969-1970 | ボストン・ブルーインズ     | NHL     | 76   | 43  | 56  | 99   | 50  | 14  | 13 | 14 | 27  | 16  |
| 1970-1971 | ボストン・ブルーインズ     | NHL     | 78   | 76  | 76  | 152  | 71  | 7   | 3  | 7  | 10  | 6   |
| 1971-1972 | ボストン・ブルーインズ     | NHL     | 76   | 66  | 67  | 133  | 76  | 15  | 9  | 15 | 24  | 24  |
| 1972-1973 | ボストン・ブルーインズ     | NHL     | 78   | 55  | 75  | 130  | 87  | 2   | 0  | 1  | 1   | 2   |
| 1973-1974 | ボストン・ブルーインズ     | NHL     | 78   | 68  | 77  | 145  | 58  | 16  | 9  | 5  | 14  | 25  |
| 1974-1975 | ボストン・ブルーインズ     | NHL     | 79   | 61  | 66  | 127  | 62  | 3   | 4  | 1  | 5   | 0   |
| 1975-1976 | ボストン・ブルーインズ     | NHL     | 12   | 6   | 10  | 16   | 8   | -   | -  | -  | -   | -   |
| 1975-1976 | ニューヨーク・レンジャース | NHL     | 62   | 29  | 38  | 67   | 28  | -   | -  | -  | -   | -   |
| 1976-1977 | ニューヨーク・レンジャース | NHL     | 80   | 34  | 46  | 80   | 52  | -   | -  | -  | -   | -   |
| 1977-1978 | ニューヨーク・レンジャース | NHL     | 79   | 38  | 43  | 81   | 53  | 3   | 0  | 1  | 1   | 5   |
| 1978-1979 | ニューヨーク・レンジャース | NHL     | 80   | 42  | 36  | 78   | 37  | 18  | 8  | 12 | 20  | 20  |
| 1979-1980 | ニューヨーク・レンジャース | NHL     | 80   | 34  | 44  | 78   | 73  | 9   | 3  | 3  | 6   | 8   |
| 1980-1981 | ニューヨーク・レンジャース | NHL     | 41   | 7   | 13  | 20   | 20  | -   | -  | -  | -   | -   |
| NHL合計   | NHL合計                    | NHL合計 | 1282 | 717 | 873 | 1590 | 910 | 130 | 61 | 76 | 137 | 138 |

### 表彰
- アート・ロス記念賞（リーグ得点王）：5回（1969年、1971年、1972年、1973年、1974年）
- ハート記念賞（リーグ最優秀選手賞）：2回（1969年、1974年）
- Lester B. Pearson 賞：2回（1971年、1974年）
- ルー・マーシュ賞：1回（1972年）
- レスター・パトリック賞：1回（1978年）
- NHLオールスター第1チーム選出：6回：1969年、1970年、1971年、1972年、1973年、1974年
- NHLオールスター第2チーム選出：2回（1968年、1975年）

### 記録
- NHLオールスターゲーム選出：10回
- 1590ポイント（ゴール数717、アシスト数873）
- ゴール数歴代5位、アシスト数歴代18位、ポイント数歴代8位（いずれも2005年現在）
- シーズン最多ショット記録 (550、1971年)
- 13年連続シーズン30ゴール以上 （2005年現在史上第2位）
- シーズン最多ショット (550, 1970-1971)

### 代表歴
- 1972 サミット・シリーズ カナダ代表
- 1976 カナダ・カップ カナダ代表
- 1977年アイスホッケー世界選手権カナダ代表

### 成績
| 年   | チーム | イベント       | GP | G | A | Pts | PIM |
| ---- | ------ | -------------- | -- | - | - | --- | --- |
| 1972 | カナダ | サミット       | 8  | 7 | 6 | 13  | 15  |
| 1976 | カナダ | カナダ・カップ | 7  | 4 | 3 | 7   | 0   |
| 1977 | カナダ | 世界選手権     | 10 | 7 | 3 | 10  | 14  |